# فيروس كورونا خفاش محني الجناح HKU8
فيروس كورونا خفاش محني الجناح HKU8 (بالإنجليزية: Miniopterus bat coronavirus HKU8 (Bat-CoV HKU8))‏ هو نوع من أنواع فيروسات الحمض النووي الريبي ذات الإحساس الإيجابي أحادية الشريطة والمغلفة في جنس فيروس كورونا ألفا مع مورفولوجيا تشبه الإكليل. يسبب متلازمة تنفسية حادة وخيمة في الخفافيش. لم يتم العثور عليه في البشر.